# Tamango (2009)
Tamango is een album van Meindert Talma, alsmede een bij behorende film van René Duursma uit 2009.

## Ontstaan van de productie
In 2006 maakte Meindert Talma voor kunstenmanifestatie Noorderzon de muzikale theatervoorstelling Tamango, waarvoor hij zich liet inspireren door de Groningse kunstenaar Michael Hall. De voorstelling ging over de slopende liefde tussen The Tourist en Jackie Hall. Filmregisseur René Duursma wilde het verhaal van Talma graag verfilmen en in Productiehuis Popcultuur Groningen werd een geschikte producent gevonden. De productie werd gesubsidieerd door het Nederlands Fonds voor Podiumkunsten, de Kunstraad Groningen, SNS REAAL Fonds en het Huis van de Groninger Cultuur.

## Opname van het album
Talma nam de 12 nummers van de voorstelling in de Soundbase Studio in Groningen op. Hij deed dit zonder zijn vaste begeleidingsband The Negroes, maar gebruikte hiervoor een groep studiomuzikanten, waaronder twee cellisten. Jurgen Veenstra, ex-Moonlizards, nam de rol van The Tourist op zich. Klaske Oenema speelde Jackie Hall en Alicia Ziff de callgirl. Opvallend voor dit album is dat Talma dit keer uitsluitend heeft gekozen voor Engelstalige teksten.

## De film
The Tourist en Jackie Hall hebben een liefdesrelatie met elkaar, die groots en tegelijkertijd beklemmend is. Jackie is verdwenen en The Tourist zoekt troost bij een op haar lijkende callgirl, terwijl hij zichzelf verliest in de drank en zijn herinneringen. Hij zakt steeds verder af in waanzinnigheid, waardoor zijn dood uiteindelijk onafwendbaar wordt.
De film bevat geen losse dialogen, alle gesproken tekst is verwerkt in de nummers van Talma. Het filmscript werd geschreven door Duursma, Talma and Thuur Caris. De producent van de film is Harmen van der Hoek van het Productiehuis van de Groninger Popcultuur. De film is onder andere opgenomen in The Wall House en op de Zuiderbegraafplaats in Groningen.
De hoofdrollen in de film worden gespeeld door de Groningse kunstenaar Michael Hall, die Talma ook inspireerde voor het schrijven van het verhaal, en Anoeska Kooi. De herinneringen van The Tourist worden verbeeld met oude Video8-vakantiefilmpjes van Michael Hall. In de film is ook het Tamango Orkest te zien. Dit zijn echter niet de muzikanten van de plaat, maar The Negroes, aangevuld met twee cellisten en een violiste.
De film ging op 29 januari 2009 in première op het International Film Festival Rotterdam.

## Tour
Na het verschijnen van de film, ging Talma op tour met The Negroes, aangevuld met cellisten Floris te Boekhorst en Jochem Kooi, violiste Laura ter Beek en zangers Jurgen Veenstra en Klaske Oenema. De band verzorgde livevoorstellingen van de film, waarbij op groot scherm de film werd vertoond, terwijl de band de bijpassende nummers ten gehore bracht. Talma zelf was tijdens deze voorstellingen als pianist vooral bandleider, die de voorstelling in goede banen leidde en met een clicktrack moest zorgen dat film en muziek synchroon bleven lopen.
Op 29 januari 2009 werd de show, kort voor de première van de werkelijke film, voor het eerst opgevoerd als voorpremière in Images in Groningen. Hierna volgden nog uitvoeringen in Academiegebouw RUG, Paradiso Amsterdam, Theater Kikker Utrecht, Popcentrum Vera, Oerol, Noorderzon en Into the Great Wide Open op Vlieland.

## Uitgave
Op 27 april 2009 verscheen een box van Tamango bij Excelsior Recordings. In deze box is zowel het album van Meindert Talma als de speelfilm van René Duursma opgenomen.

## Cast van de film
- Michael Hall - The Tourist
- Anoeska Kooi - Jackie Hall
- Krause - Callgirl
- Harold Mulder - taxichauffeur Red Cab
- Eduard Bezembinder - taxichauffuer Death Cab
- Meindert Talma - hotelreceptionist en pianist in het Tamango Orkest
- Jurgen Veenstra - zanger in het Tamango Orkest
- Klaske Oenema - zangeres in het Tamango Orkest
- Nyk de Vries - gitarist in het Tamango Orkest
- Jan Pier Brands - drummer en organist in het Tamango Orkest
- Floris te Boekhorst - cellist in het Tamango Orkest
- Jur de Vries - cellist in het Tamango Orkest
- Jochem Kooi - cellist in het Tamango Orkest
- Laura ter Beek - violiste in het Tamango Orkest

## Muzikanten op het album

### Zangrollen
- Jurgen Veenstra als The Tourist
- Klaske Oenema als Jackie Hall
- Alicia Ziff als Callgirl
- Meindert Talma als verteller

### Band
- Meindert Talma - piano, elektronisch orgel, synthesizer
- Fokke van der Veen - gitaar
- Jeroen Kleijn - drums
- Floris te Boekhorst - cello
- Jochem Kooi - cello
- Hieke Dam - viool

### Gastmuzikanten
- Kaan - percussie
- Nina Swart - accordeon
- Niels Steenstra - basgitaar
- Thuur Caris - elektronisch orgel

## Tracklist
1. Jackie's gone
2. Tourist arriving
3. Tamango
4. The Tourist song
5. Wild wild Jackie Hall
6. Glue girl
7. I do not crack
8. The callgirl
9. Cry like a baby
10. Tourist leaving
11. Tourist dying
12. Goodbye Tamango

Alle nummers zijn geschreven door Meindert Talma. Nummers 1, 5, 11 en 12 zijn instrumentaal.

## Hitnotering
| "Tamango" in de Nederlandse Album Top 100 - binnen: 02-05-2009 | "Tamango" in de Nederlandse Album Top 100 - binnen: 02-05-2009 | "Tamango" in de Nederlandse Album Top 100 - binnen: 02-05-2009 |
| Week                                                           | 01                                                             |                                                                |
| -------------------------------------------------------------- | -------------------------------------------------------------- | -------------------------------------------------------------- |
| Nummer                                                         | 58                                                             | uit                                                            |